# Le Carbet
Le Carbet – miasto na zachodnim wybrzeżu Martyniki (departament zamorski Francji), w 1999 roku mieszkało tu 3316 osób. Leży w miejscu, w którym w 1502 roku na krótko przybił do brzegu Krzysztof Kolumb.
Półtora kilometra na północ od miasta znajduje się muzeum poświęcone Paulowi Gauguinowi, który mieszkał tu przez pewien czas w 1887 roku. W pobliżu muzeum ciągnie się piaszczysta plaża Anse Turin.
Niedaleko miasta położony jest także Le Jardin des Papillons, gdzie zachowały się kamienne ruiny zabudowań najstarszych plantacji na Martynice. Obecnie urządzono tam ogród, udostępniany zwiedzającym.